# Alessandro Tartagni

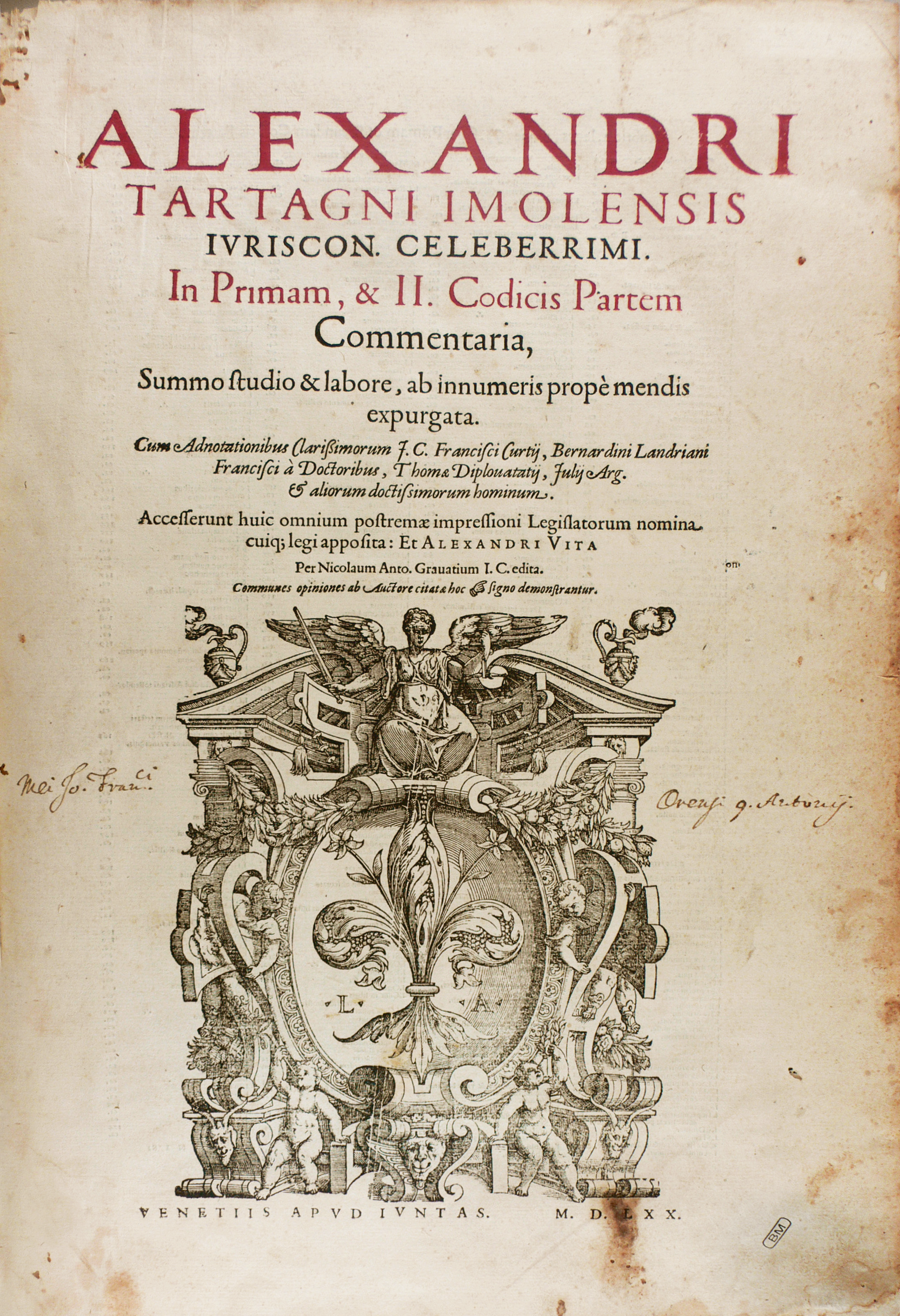
Codicis partem commentaria, 1570 (Fondazione Mansutti, Milano).

Alessandro Tartagni, latinizzato come Alexander de Tartagnis e conosciuto anche come Alessandro da Imola (Imola, 1424 – 1477), è stato un giurista italiano, soprannominato nella sua epoca doctor aureus e doctor veritatis.

## Biografia
Studiò filosofia e diritto all'Università di Bologna, dove fu forse allievo di Paolo di Castro. Iniziò la carriera accademica insegnando diritto civile negli atenei di Pavia, Padova, Ferrara e Bologna. Ebbe tra i suoi allievi Bulgarino Bulgarini ed entrò in relazione con celebri giuristi come Giason del Maino e Bartolomeo Socino. Tartagni ottenne la cittadinanza bolognese dal cardinale Bessarione e fu eletto magistrato nella stessa città.
Ritenuto ultimo della corrente degli scolastici, commentò il Digesto e il Codice giustinianeo, pubblicando una serie di Consilia in sette tomi, contenenti pareri in materia di diritto civile e canonico. Si conoscono molte edizioni dell'opera, pubblicate a Venezia e Lione.
Pubblicò anche un commentario sulle opere dell'insigne giurista Bartolo da Sassoferrato.

## Opere

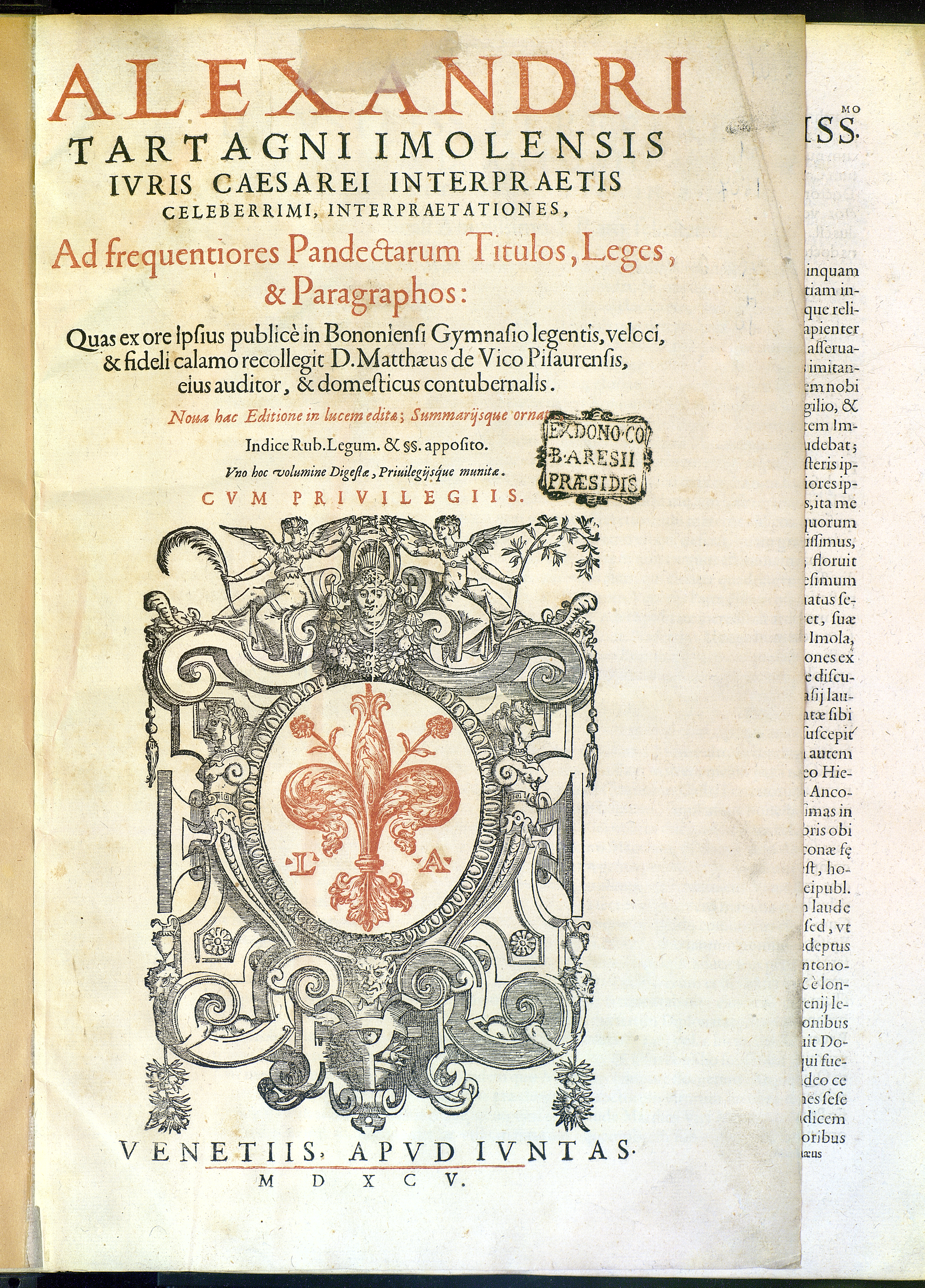
Interpraetationes ad frequentiores Pandectarum titulos, leges et paragraphos, 1595

- (LA) Interpraetationes ad frequentiores Pandectarum titulos, leges et paragraphos, Venezia, Bartolomeo Arese, 1595.
- (LA) Consiliorum, 7 voll., Venezia, Bernardino Benali, 1505.
- (LA) Bartolo da Sassoferrato, Super prima parte Digesti novi cum additionibus Alexandri Tartagni, Milano, Leonhard Pachel, 1491.

### Manoscritti
- Consilia, XV secolo, Città del Vaticano, Biblioteca Apostolica Vaticana, Fondo Patetta, Patetta 205,  ff. 9v-13v.
  -  Consilia, XV secolo, Napoli, Biblioteca Nazionale Vittorio Emanuele III, Fondo Nazionale, ms. VII.D.77.
  -  Consilia, XVI secolo, Paris, Bibliothèque Nationale de France, Fonds latin, Lat. 4724.

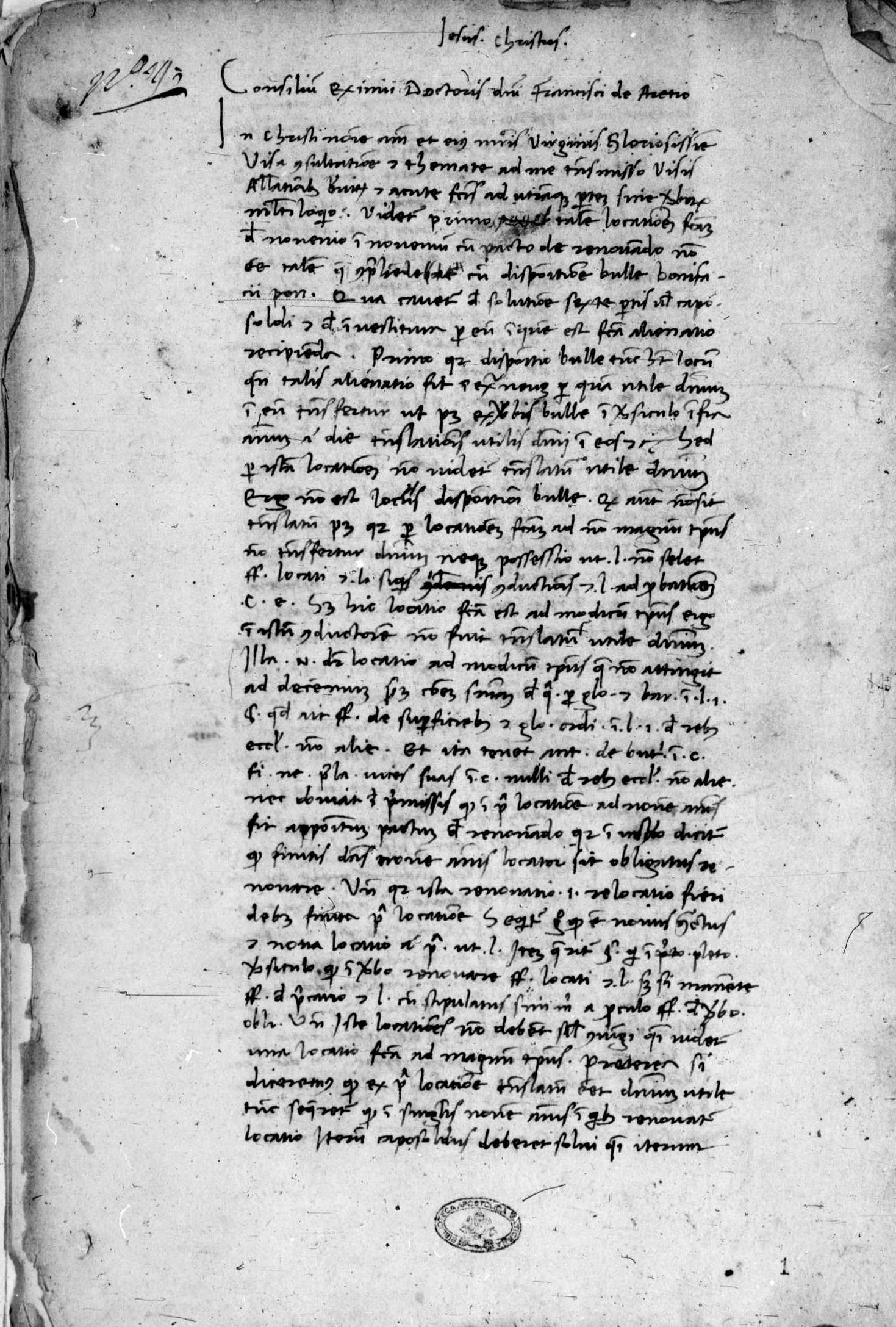
Consilia, manoscritto, XV secolo. Città del Vaticano, Biblioteca Apostolica Vaticana, Fondo Patetta, Patetta 205.